# Systropus rufidulus
Systropus rufidulus är en tvåvingeart som beskrevs av Wray Merrill Bowden 1962. Systropus rufidulus ingår i släktet Systropus och familjen svävflugor. Inga underarter finns listade i Catalogue of Life.